# Pachylemur
Genre
Espèces de rang inférieur
- † P. insignis Filhol, 1895
- † P. jullyi G. Grandidier, 1899

Répartition géographique
Pachylemur (pachylémur en français) est un genre éteint de primates lémuriformes géants de la famille des Lemuridae, proches des Varis actuels.